# Ауфденблаттен, Алекс
А́лекс Ауфденбла́ттен (нем. Alex Aufdenblatten; род. 1953) — швейцарский кёрлингист.
В составе мужской сборной Швейцарии чемпион Европы 1983 года.
Играл на позиции второго.

## Достижения
- Чемпионат Европы по кёрлингу: золото (1983).

## Команды
| Сезон   | Четвёртый   | Третий         | Второй              | Первый       | Турниры |
| ------- | ----------- | -------------- | ------------------- | ------------ | ------- |
| 1983—84 | Амеди Бинер | Вальтер Билсер | Алекс Ауфденблаттен | Альфред Паци | ЧЕ 1983 |

(скипы выделены полужирным шрифтом)

## Частная жизнь
Является владельцем ресторана «Walliserkanne» в родном городе Церматт, ресторан был создан его семьёй в 1930-х годах.